# Lukulu
Lukulu è un centro abitato dello Zambia, situato nella Provincia Occidentale.